# Crims a Barcelona. El dia més llarg
Crims a Barcelona. El dia més llarg (títol original en alemany, Der Barcelona-Krimi: Der längste Tag) és un telefilm alemany de temàtica policíaca del 2022 dirigida per Carolina Hellsgård. És la cinquena entrega cinematogràfica a la sèrie de pel·lícules criminals d'ARD Crims a Barcelona amb Clemens Schick i Anne Schäfer en els papers principals. Es va estrenar el 5 de maig de 2022 com a part de la franja de ficció criminal en l'horari de màxima audiència dels dijous al canal Das Erste. S'ha doblat al català per a TV3, que va emetre'l el 4 de maig de 2025.

## Sinopsi
La desaparició de quatre nois adolescents d'entorns precaris de Barcelona en intervals cada vegada més curts fa pensar que es tracta d'un assassí en sèrie, més que no pas de simples desaparicions aïllades, sobretot quan apareix el cadàver d'en Naldo a la platja de la Barceloneta. Quan el farmacèutic Víctor Tura es presenta a la comissaria per informar la policia d'aquesta troballa, el comissari Xavi Bonet el sotmet a un interrogatori maratonià, implacable i poc edificant, que el portarà a l'aclariment dels fets.

## Producció
El rodatge va tenir lloc a Barcelona del 5 d'octubre al 8 de desembre de 2021, simultàniament amb la pel·lícula següent.